# Marcus Dahlin
Marcus Dahlin (* 29. Mai 1991 in Göteborg) ist ein schwedischer Handballspieler.

## Karriere
Der 2,03 m große und 103 kg schwere rechte Rückraumspieler spielte zunächst in der schwedischen 4. Division für Stenungsund. Anschließend ging der Linkshänder zum Erstligisten Alingsås HK, mit dem er an der EHF Champions League 2009/10 und dem EHF-Pokal 2010/11 teilnahm. Die ersten beiden Spielzeiten verbrachte er jedoch in der zweiten Mannschaft, ab 2011 stand er im Kader der ersten Mannschaft. Im Sommer 2013 wechselte er zum dänischen Erstligisten TMS Ringsted, mit dem er 2014 absteigen musste. Zur Saison 2014/15 unterschrieb er beim norwegischen Erstligisten ØIF Arendal. Ab dem Sommer 2015 lief er für IFK Kristianstad auf. Mit Kristianstad gewann er 2016 die schwedische Meisterschaft. Ab der Saison 2016/17 stand er beim dänischen Erstligisten Mors-Thy Håndbold unter Vertrag. Ab der Saison 2020/21 lief er für den Ligakonkurrenten SønderjyskE Håndbold auf. Ab dem Sommer 2022 stand er bei Ribe-Esbjerg HH unter Vertrag. Zur Saison 2024/25 wechselte er zum rumänischen Erstligisten CS Minaur Baia Mare.
Für die Schwedische Nationalmannschaft bestritt Dahlin bisher 15 Länderspiele, in denen er 15 Tore erzielte.